# Éguelshardt
Éguelshardt je francouzská obec v departementu Moselle v regionu Grand Est. V roce 2013 zde žilo 442 obyvatel.

## Poloha
Sousední obce jsou: Baerenthal, Bitche, Mouterhouse, Philippsbourg a Sturzelbronn.

## Vývoj počtu obyvatel
Počet obyvatel